# Juillet 1869

## Événements
- En Irlande, séparation de l’État et de l’Église anglicane. La loi octroie à l’État les possessions de l’Église anglicane, principal propriétaire foncier de l’île.

- 5 juillet : le bey de Tunis remet la gestion de ses finances à une commission internationale. Mustapha Khaznadar, le Premier ministre, cherche en vain à emprunter de nouveau et doit accepter une commission financière internationale chargée de gérer la dette. Cette commission est composée de deux Français, deux Britanniques et deux Italiens, ainsi que d’un comité exécutif où siègent deux Tunisiens et un Français. Il apparaît rapidement que l’élimination de Khaznadar est le préalable à tout redressement financier.

- 6 juillet, France : abolition de l'autorisation pour les réunions non politiques.

- 9 juillet : Monseigneur Ignace Bourget condamne l'Institut canadien de Montréal et met à l'index ses livres.

- 17 juillet, France : début du ministère d’Adolphe de Forcade Laroquette qui succède à Eugène Rouher, démissionnaire.

- 25 juillet (Japon) : les 272 seigneurs daimyô restituent leurs fiefs à l’État (han) qui crée des préfectures (1871).

- 29 juillet (Équateur) : Gabriel García Moreno reprend le pouvoir. En réalité, il est resté l’homme fort du pays en faisant nommer à la tête de l’État, au cours des années précédentes, Don Jerónimo Carrión y Palacio et Juan Javier Espinosa. Moreno fait voter une nouvelle Constitution qui fait de la religion catholique la religion d’État. Seuls les catholiques pratiquants peuvent devenir électeurs et occuper des fonctions publiques. Moreno a été le seul homme d’État latino-américain à approuver l’expédition française au Mexique.

## Naissances
- 2 juillet : Liane de Pougy, danseuse et courtisane de la Belle Époque († 26 décembre 1950).

## Décès
- 28 juillet : Carl Gustav Carus, médecin et peintre allemand (° 3 janvier 1789).